# Willem van der Poel
Willem Louis van der Poel (* 2. Dezember 1926 in Den Haag; † 22. Juli 2024 in Zoetermeer) war ein niederländischer Computerpionier und Hochschullehrer. Er ist bekannt für den Entwurf des ZEBRA-Computers.

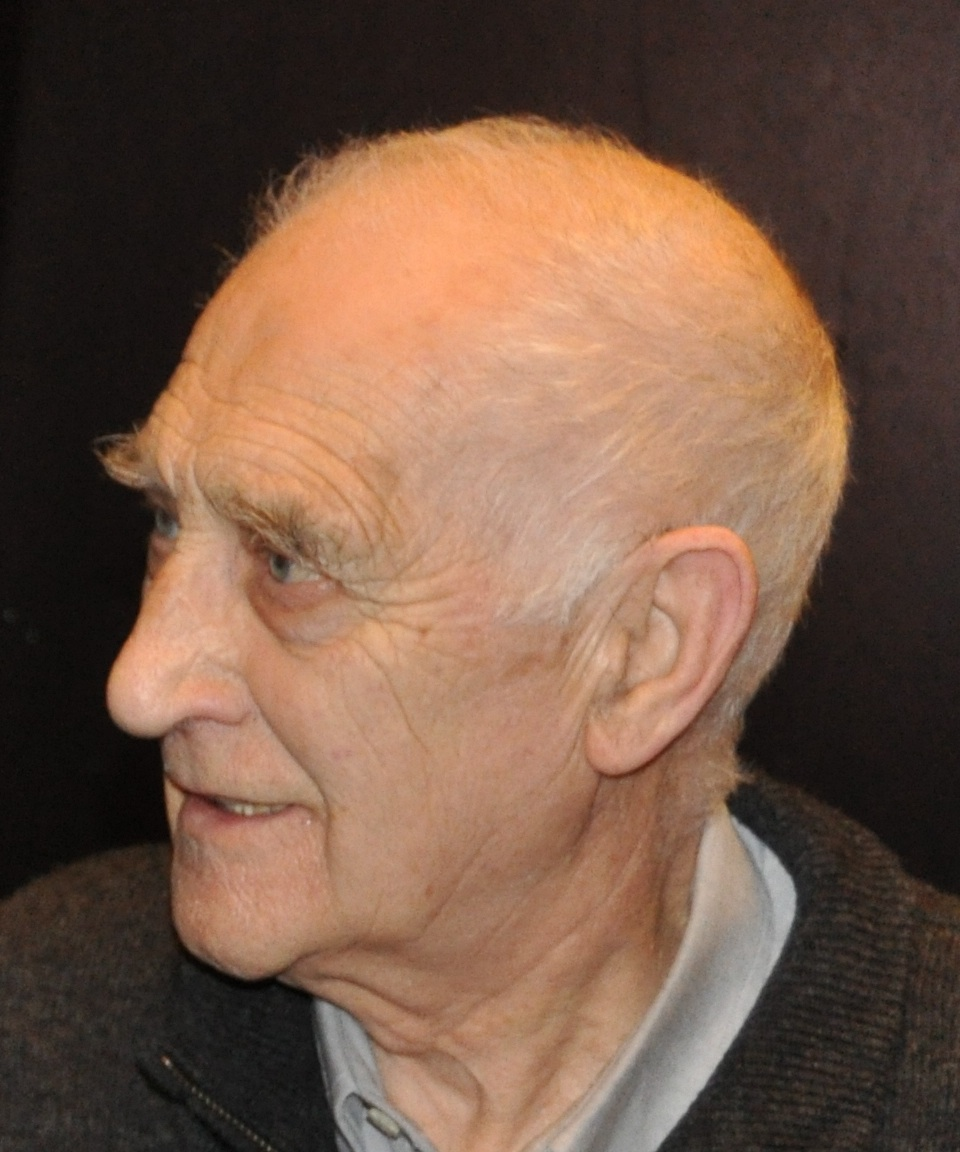
Willem van der Poel (2010)

## Studium
Van der Poel konstruierte noch als Schüler in Amsterdam 1944/45 mit Relaisteilen aus Telefon-Schaltstellen praktisch auf sich allein gestellt seinen ersten Computer. Er studierte Physik an der TU Delft mit dem Abschluss 1950. Noch an der Universität knüpfte er Kontakte zum Mathematisch Centrum in Amsterdam und entwickelte als Forschungsassistent von Nicolaas Govert de Bruijn einen Relaiscomputer, der von anderen Studenten 1952 fertiggestellt und für Linsenberechnungen eingesetzt wurde. Er war programmierbar und sehr zuverlässig, aber langsam (deshalb sein Name Testudo) und bis 1964 in Betrieb. 1950 besuchte Van der Poel Kurse bei Maurice Wilkes in England, wobei am Edsac-Computer unterrichtet wurde.

## Bei der PTT: PTERA, ZERO und ZEBRA
Van der Poel arbeitete von 1950 bis 1967 im Labor der staatlichen niederländischen Telefongesellschaft PTT. Dort baute er den Röhrencomputer PTERA, den ersten elektronischen Computer in den Niederlanden, der von 1953 bis 1958 in Betrieb war. Er hatte einen Magnettrommelspeicher. Den Nachfolger ZERO betrachtete van der Poel als seinen elegantesten Computerentwurf, der viele Eigenschaften des späteren ZEBRA vorwegnahm und eine Mikroarchitektur hatte, die später als RISC beschrieben wurde.
Van der Poel wurde Leiter der Mathematik-Abteilung des Labors der PTT (des späteren Dr. Neher-Labors) und wurde 1956 an der Universität Amsterdam bei Adriaan van Wijngaarden in Mathematik promoviert. Thema seiner Dissertation war The Logical Principles of some simple Computers (Die logischen Prinzipien einiger einfacher Computer). Der darin entworfene Computer wurde als ZEBRA (Zeer Eenvoudige Binaire Reken Automaat, Sehr Einfacher Binärer Rechenautomat) von Standard Telephones and Cables in England gebaut; insgesamt wurden 55 Exemplare ausgeliefert.
Betriebssystem und Software für die PTERA- und ZEBRA-Computer wurden zum großen Teil von dem taubblinden Mathematiker Gerrit van der Mey geschrieben, mit dem van der Poel von 1951 bis zu dessen Pensionierung 1979 zusammenarbeitete und der auch den Algol- und Lisp-Compiler für Zebra entwarf. Für die Kommunikation mit van der Mey entwickelte van der Poel mehrere Braille-Übersetzer in Form von Fernschreiber, Telefon und Schreibmaschine.

## TU Delft
Van der Poel war ab 1962 in Teilzeit und ab 1967 in Vollzeit Professor an der TU Delft. 1988 wurde er emeritiert.
Er war 1964/65 Gastwissenschaftler an der Stanford University, 1975 am Thomas J. Watson Research Center von IBM und ab 1977 regelmäßig an der Universität Tokio.
1970 veröffentlichte er eine Beschreibung eines idealen Computers (SERA 69) für Studienzwecke. Ab den 1960er Jahren verlagerte sich sein Interesse zunehmend auf Programmiersprachen. Von 1962 bis 1968 war er der erste Vorsitzende der IFIP Working Group 2.1 über Algol. Er war an der Gründung der IFIP Working Group 2.4 Systems Implementation Languages beteiligt.

## Ehrungen und Mitgliedschaften
1971 wurde er Mitglied der Königlich Niederländischen Akademie der Wissenschaften. 1960 erhielt er mit H. Mol den Visser-Neerlandia Preis für eine Reihe von Übersetzern in Braille, 1984 den Computer Pioneer Award. 1971 wurde er Ehrendoktor der University of Bradford.
Er war vier Jahre Vorsitzender der 1959 gegründeten Niederländischen Gesellschaft für Rechenmaschinen (Nederlands Reken Machine Genootschap, NRMG) und vertrat diese 1971 bis 1977 im IFIP.

## Privates
Van der Poel sammelte mechanische Puzzles und spielte neben Klavier auch Fagott und Flöte.

## Sonstiges
Ihm wird die ZOI-Regel (Zero, One, Infinity) beim Programmieren zugeschrieben: Man benötigt entweder kein Ding einer Sorte, genau ein Ding oder unbeschränkt viele (weshalb man keine Obergrenze angeben sollte). Ihm wird auch das LIFO-Prinzip (Last In – First Out) bei Unterprogrammen zugeschrieben.